# Johan Cedercrantz
Johan Cedercrantz (ursprungligen Malmenius), född den 23 juli 1646 i Strängnäs, död den 23 december 1699 på Vegeholm i Strövelstorps socken, var en svensk ämbetsman.

## Biografi

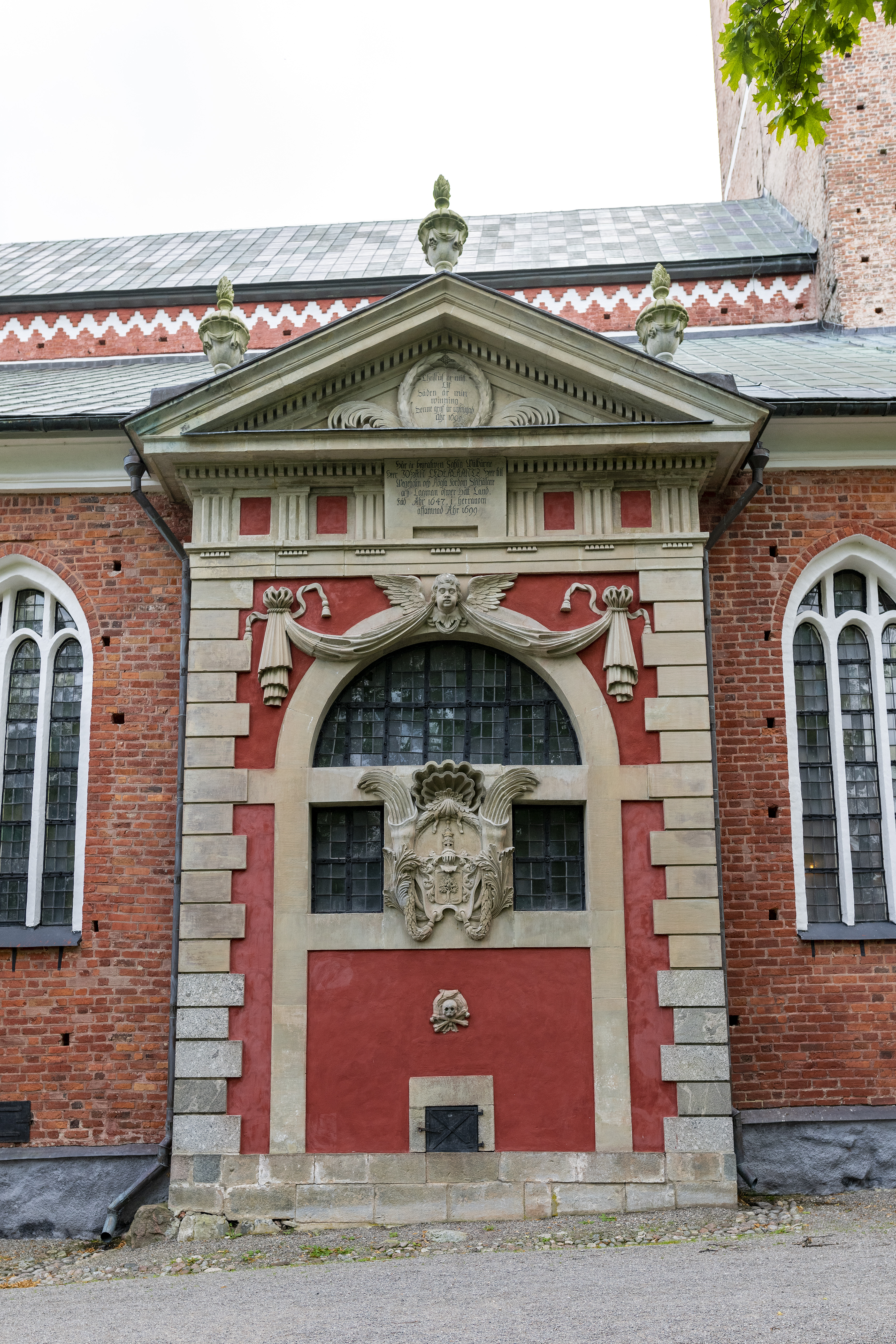
Cedercrantz gravkors fasad, Strängnäs domkyrka

Johan Cedercrantz föddes som son till teologie lektorn och kyrkoherden Nicolaus Laurentii Malmenius och Helena Hansdotter Fick. Cedercrantz genomgick Strängnäs gymnasium och kom därefter till Uppsala universitet 1665. Han kom senare att verka som kanslist vid det svenska generalguvernementet i Riga.
Cedercrantz huvudsakliga verksamhet var förlagd till Gotland, som under större delen av hans ämbetstid tillhörde drottning Kristinas underhållsländer. I olika befattningar verkade han där 1670–76, varefter ön besattes av danskarna. En kort tid var han därefter Kristinas översekreterare i Rom och användes i olika diplomatiska uppdrag, men återvände 1679 till Gotland, där han som ståthållare utövade en ivrig verksamhet, men dock ådrog honom mycken fiendskap. År 1690 blev Cedercrantz lagman över Gotlands lagsaga som då även omfattade Öland.